# Гун-гун
Гунгу́н, или Гун-гун (кит. 共工) — китайский бог воды, изображающийся с телом змеи, лицом человека и красными волосами на голове. В некоторых рассказах он описывается как человек с хвостом змеи вместо ног. Гун-гун — бог разрушитель, и во многих легендах именно он становится причиной катастроф. Большинство преданий с ним заканчивается тем, что Гун-гуна убивают или отправляют в изгнание, обычно после поражения в битве с другим крупным божеством, таким как, например, бог огня Чжужун.

## Легенда
Гун-гун известен с конца периода Воюющих Государств (до 221 г. до н. э.).
Во многих мифах Гун-гуна является виновником потопов и с ним часто появляется Сианьяо, дракон с 9 головами. Также Гун-гун появляется в древней поэме Чу Ци «Небесные вопросы», где его обвиняют в том, что он сбил ось Земли, заставив её наклониться на юго-восток, а небо — на северо-запад. Этот осевой наклон используется для объяснения того, почему реки Китая обычно текут на юго-восток, в частности реки Янцзы и Хуанхэ, и почему солнце, луна и звезды движутся в направлении северо-запада.
Литература династии Хань описывает Гун-гуна более подробно.
Гун-гуну было стыдно за то, что он проиграл богу огня Чжужуну битву за небесный трон. В порыве ярости он ударился головой о гору Бучжоу, которая была одним из восьми столбов, что удерживали небо. Гун-гун повредил его и небо наклонилось к северо-западу, а земля сдвинулась на юго-восток.
Богиня Нюйва отрезала лапы гигантской черепахи Ао и использовала их вместо упавшего столба, положив конец наводнениям и страданиям; однако она не смогла полностью вернуть небо и землю на место.
По согласно более поздним версиям Гун-гун воевал с правителем Чжуаньсюем, помогал богу огня Янь-ди в его борьбе с Хуан-ди или пытался помешать великому Юю усмирить потоп. В ещё более поздних исторических сочинениях Гун-гун представлен как порочный и злой сановник, выступавший против мудрого правителя Шуня. У Гун-гуна были помощники: жестокий и жадный Сянлю — с телом змеи и девятью человечьими головами, и злой Фую, превратившийся после смерти в медведя, а также два сына, один из которых после смерти превратился в злого демона, а второй был добрым.